# Antibrote (mitologia)
Na mitologia grega, Antibrote (grego antigo: Ἀντιβρότη) era uma das amazonas, uma raça de mulheres guerreiras.

## Mitologia
Antibrote foi morta na Guerra de Tróia pelo herói Aquiles, de acordo com a obra de Quintus Smyrnaeus Fall of Troy.